# Anthela deficiens
Anthela deficiens là một loài bướm đêm thuộc họ Anthelidae. Loài này có ở Úc.